# (300) Geraldina
(300) Geraldina – planetoida z pasa głównego asteroid okrążająca Słońce w ciągu 5 lat i 273 dni w średniej odległości 3,21 j.a. Została odkryta 3 października 1890 roku w Observatoire de Nice w Nicei przez Auguste Charloisa. Pochodzenie nazwy planetoidy nie jest znane.